# Lee Byung-hun
Lee Byung-hun (* 12. Juli 1970 in Seongnam) ist ein südkoreanischer Schauspieler. Er ist bekannt durch Rollen in Park Chan-wooks Joint Security Area, G.I. Joe – Geheimauftrag Cobra und die Fernsehserie IRIS und Kpop Demons, außerdem für seine Zusammenarbeit mit Regisseur Kim Jee-woon in dessen Filmen The Good, the Bad, the Weird und Bittersweet Life.

## Karriere
Lee bewarb sich 1991 in KBS Super Talent Audition und wurde genommen, er machte sein Debüt im TV-Drama Asphalt My Hometown. Sein Durchbruch war in dem Film Joint Security Area (2000) von Park Chan-wook. Er spielte neben Lee Yeong-ae und Song Kang-ho einen Grenzschutz-Soldaten. Der Film war ein kommerzieller Erfolg und auch bei der Kritik erfolgreich. Er brach Rekorde mit dem höchsten Einspielergebnis in der koreanischen Geschichte. Lees Leistung brachte ihm als besten Schauspieler gemeinsam mit Song Kang-ho bei den Pusan Film Critics Awards. Im folgenden Jahr übernahm er die Hauptrolle in dem Film Bungee Jumping of Their Own (2001) als ein Mann, dessen Freundin stirbt und als ein Junge wiedergeboren wird.
Im Jahr 2001 spielte er die Hauptrolle in der Fernsehserie Beautiful Days. Er spielte Lee Min-chul, einen arroganten Unternehmer, der auf eine unschuldige Waise (gespielt von Choi Ji-woo) reinfällt. Im Jahr 2003 übernahm er die Hauptrolle in dem Drama All In. Lee erhielt den Grand Prize der SBS Theater Awards und Best Actor in den Baeksang Arts Awards. 2004 erschien Lee in der romantischen Komödie Everybody Has Secrets.
Im Jahr 2005 erhielt er Beifall für seine Leistung in Kim Jee-woons Film A Bittersweet Life, der auf dem Cannes Film Festival gezeigt wurde. Lee wurde als bester Schauspieler bei den Blue Dragon Awards und Grand Bell Awards nominiert und gewann bei den Chunsa Film Art Awards, Paeksang Arts Awards und den Critics Choice Awards. Er erschien auch in der Romanze Film Once in a Summer.
Er spielte seine erste Bösewichtrolle in The Good, the Bad, the Weird einem koreanischen Western von Kim Jee-woon. Der Film dreht sich um drei Männer, die in einem Rennen eine Schatzkarte erwerben wollen und war auch ein großer Erfolg. 2009 machte er dann sein amerikanisches Debüt als Storm Shadow in G.I. Joe – Geheimauftrag Cobra.
Ende 2009 kehrte Lee mit dem TV Action-Thriller Iris mit Kim Tae-hee und Kim So-yeon zurück. Er spielte die Rolle des Hyun-jun, ein Geheimagent der sich selbst im Zentrum einer internationalen Verschwörung findet. Es war eine der teuersten Shows, die an verschiedenen Drehorten wie Ungarn, Japan sowie Südkorea produziert wurde. Es wurde zu einem der am höchsten bewerteten Dramen von 2009 und seine Leistung brachte ihm den Großen Preis der KBS Theater Acting Awards und Best Actor in den Baeksang Arts Awards.
2010 hat Lee mit Choi Min-sik in dem Film I Saw the Devil von Kim Jee-woon gespielt. Er spielte Soo-hyun, ein Geheimagent, der einen Serienmörder verfolgt, der seine Verlobte ermordet hat. 2012 kehrte er als Storm Shadow in G.I. Joe – Die Abrechnung zurück. 2013 spielt Lee in dem US-amerikanischen Film R.E.D. 2 neben Bruce Willis, Catherine Zeta-Jones, Helen Mirren und John Malkovich, welcher eine Fortsetzung der Action-Komödie R.E.D. – Älter, Härter, Besser ist. Der Film kam im September 2013 in die deutschsprachigen Kinos.
Von 2021 bis 2025 spielte er in Squid Game den Frontman bzw. Hwang In-ho.

## Andere Arbeiten
Lee diente als Vorbild für den Hauptcharakter des Videospiels Lost Planet von Capcom, das Anfang 2007 erschien.
Lee gründete die Management-Agentur BH Entertainment die viele Schauspieler einschließlich Han Ga-in und Han Ji-min betreut. Er besitzt außerdem ein Geschäft BHNC, das Hüte, Schals und Brieftaschen verkauft.

## Privatleben
Er hat eine jüngere Schwester, Lee Eun-hee, die im Jahr 1996 Miss Korea war. Er studierte an der Hanyang University mit dem Hauptfach Französische Literatur und an der Graduate School of Chung-Ang University mit Schwerpunkt Theater und Film. Am 10. August 2013 heiratete er die Schauspielerin Lee Min-jung. Im April 2015 wurden sie Eltern eines Sohnes.
Am 2. September 2014 verständigte Lee Byung-hun die Polizei darüber, dass zwei Frauen (Model Lee Ji Yeon und Dahee, Mitglied der Girl Group GLAM) ihn mit kompromittierenden Videomaterial erpressten. Die beiden verdächtigen Frauen wurden daraufhin festgenommen und im später folgenden Prozess zu Haftstrafen verurteilt. Vor und während des Prozesses haben Internetnutzer eine Petition gestartet, in der sie Firmen und Unternehmen aufforderten, Werbungen und andere Werbeprodukte mit dem Konterfei von Lee Byung-hun einzustellen bzw. aus dem Sortiment zu nehmen, da mehrfach angedeutet wurde, dass Lee Byung-hun eine Affäre mit Lee Ji Yeon hatte, was dieser aber bestritt. Einige Unternehmen folgten dieser Petition. Durch den Skandal um eine mögliche Affäre trug Lee Byung-hun einen erheblichen Imageschaden davon.

## Auszeichnungen
2006 bekam er während des Busan International Film Festivals den Ordre des Arts et des Lettres (Ritter) von Philippe Thiebaud, dem damaligen französischen Botschafter in Südkorea, verliehen.

## Filmografie (Auswahl)

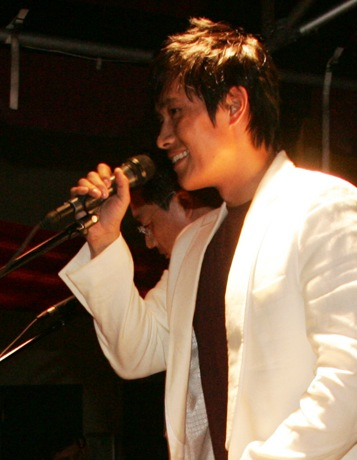
Lee auf dem Hawaii International Film Festival (2005)

### Filme
- 1995: Who Drives Me Mad?
- 1995: Runaway
- 1996: Kill the Love
- 1997: Elegy of the Earth
- 1999: The Harmonium in My Memor
- 2000: Joint Security Area
- 2001: Bungee Jumping of Their Own
- 2002: My Beautiful Girl, Mari
- 2002: Addicted
- 2004: Everybody Has Secrets
- 2004: Three… Extremes
- 2005: Bittersweet Life (kor. 달콤한인생, Dalkomhan Insaeng)
- 2006: Once in a Summer
- 2007: Hero
- 2008: The Good, the Bad, the Weird (Joheunnom nabbeunnom isanghannom)
- 2009: I Come with the Rain
- 2009: G.I. Joe – Geheimauftrag Cobra (G.I. Joe: The Rise of Cobra)
- 2010: The Influence
- 2010: I Saw the Devil (Akmareul boatda)
- 2011: Mission I.R.I.S
- 2012: Masquerade (Gwanghae)
- 2013: G.I. Joe – Die Abrechnung (G.I. Joe: Retaliation)
- 2013: R.E.D. 2 (RED 2)
- 2015: Terminator: Genisys
- 2015: Memories of the Sword
- 2015: Inside Men – Die Rache der Gerechtigkeit (Naebujadeul)
- 2016: The Age of Shadows (밀정 Miljeong)
- 2016: Die glorreichen Sieben (The Magnificent Seven)
- 2017: The Fortress (Namhansanseong)
- 2019: Ashfall
- 2020: Das Attentat – The Man Standing Next (남산의 부장들)
- 2021: Emergency Declaration
- 2023: Concrete Utopia

### Fernsehen
- 1991: Asphalt My Hometown
- 1991: Family
- 1991: Flower That Never Wilt
- 1992: Wild Sunflower
- 1992: Days of Sunshine
- 1992: Dawn
- 1992: Tomorrow Love
- 1993: The Sorrow of the Survivor
- 1993: Police
- 1994: The Fragrance of Love
- 1995: Asphalt Man
- 1995: Son of Wind
- 1997: Beautiful My Lady
- 1997: I Do
- 1997: White Sand
- 1998: White Night 3.98
- 1999: Happy Together
- 1999: Love Story – Story 1: Sunflower
- 1999: Sally is Back
- 2001: Road
- 2001: Beautiful Days
- 2003: All In
- 2009: IRIS
- 2011: Diplomat Kosaku Kuroda
- 2018: Mr. Sunshine
- 2021–2025: Squid Game

## Diskografie

### Album
| Album | Album Information                                                                                     | Tracklisting |
| ----- | --- | --- |
| 1     | Lee Byung Hun – To Me - Released: August 1, 1999 - Label: Doremi Media Co., Ltd - Sprache: Koreanisch | 1. 사랑하는 사람이 생겼습니다 2. Tears 3. 이렇게 우리 곁에 없는 채로 4. 이연 5. Tears(Sound Ver.) 6. 허락되지 않은 사랑 7. 때로는 우리가 8. Tears II 9. Instrumental |

### Single
| Single | Single Information                                                                                 | Tracklisting |
| ------ | -------------------------------------------------------------------------------------------------- | --- |
| 1      | いつか Itsuka (Someday) - Released: October 15, 2008 - Label: Universal Japan - Sprache: Japanisch | 1. いつか（Rock Ver.） 2. いつか（Ballad Ver.） 3. 接吻（くちづけ）の指輪 4. いつか（Rock Ver.）-Instrumental- 5. いつか（Ballad Ver.）-Instrumental- 6. 接吻（くちづけ）の指輪 -Instrumental- |

### Soundtrack
| Jahr | Track          | Album    |
| ---- | -------------- | -------- |
| 2010 | „Stay“         | Iris OST |
| 2010 | „Endless Road“ | Iris OST |